# FC Dacia Buiucani
FC Dacia Buiucani este o echipă de fotbal din Chișinău, Republica Moldova. Echipa evoluează în Liga Moldovei.

## Evoluții recente
| Sezon   | Campionat          | Campionat | Campionat | Campionat | Campionat | Campionat | Campionat | Campionat | Campionat | Cupa    |
| Sezon   | Divizia            | Poz.      | M         | V         | R         | Î         | GM        | GP        | P         | Cupa    |
| ------- | ------------------ | --------- | --------- | --------- | --------- | --------- | --------- | --------- | --------- | ------- |
| 2018    | Divizia „B” Centru | 2         | 18        | 11        | 3         | 4         | 59        | 15        | 36        | Runda 1 |
| 2019    | Divizia „A”        | 2         | 28        | 22        | 3         | 3         | 68        | 17        | 69        | Runda 1 |
| 2020–21 | Divizia Națională  | ↓ 5       | 36        | 13        | 9         | 14        | 44        | 45        | 48        | 1/16    |
| 2021–22 | Divizia „A”        | 3         | 22        | 14        | 6         | 2         | 58        | 15        | 48        | Runda 2 |
| 2022–23 | Super Liga         | 7         | 14        | 4         | 4         | 6         | 14        | 14        | 16        | 1/4     |
| 2022–23 | Liga 1             | 1         | 10        | 8         | 2         | 0         | 26        | 3         | 26        | 1/4     |
| 2023–24 | Super Liga         | 6         | 24        | 3         | 7         | 14        | 20        | 58        | 16        | 1/4     |
| 2024–25 | Super Liga         | 7         | 14        | 2         | 5         | 7         | 8         | 19        | 11        | 1/16    |
| 2024–25 | Liga 1             | 1         | 10        | 9         | 1         | 0         | 38        | 3         | 28        | 1/16    |

- Site oficial